# NGC 5955
NGC 5955 ist eine Balken-Spiralgalaxie vom Hubble-Typ SBb mit aktivem Galaxienkern im Sternbild Schlange nördlich der Ekliptik. Sie ist schätzungsweise 443 Millionen Lichtjahre von der Milchstraße entfernt und hat einen Durchmesser von etwa 115.000 Lichtjahren. Gemeinsam mit PGC 55516 bildet sie ein optisches Galaxienpaar.
Im selben Himmelsareal befinden sich u. a. die Galaxien NGC 5952 und NGC 5960.
Das Objekt wurde am 25. Mai 1865 von Albert Marth entdeckt.